# دورسي بي. هاردمان
دورسي بي. هاردمان هو سياسي أمريكي، ولد في 11 ديسمبر 1902 في هندرسون في الولايات المتحدة، وتوفي في 11 أغسطس 1992 في أوستن في الولايات المتحدة. نشط حزبياً في الحزب الديمقراطي. وقد انتخب عضو مجلس نواب تكساس ‏ وانتخب عضو مجلس ولاية تكساس ‏.